# Bezvřetenové předení
Bezvřetenové předení je český výraz pro technologii předení s otevřeným koncem niti, pro kterou se v mezinárodním styku nejčastěji používá anglické označení open end spinning (zkratka OE). Výsledná příze se nazývá bezvřetenová nebo rotorová (na rozdíl od klasické,  prstencové příze).

## Princip bezvřetenového předení

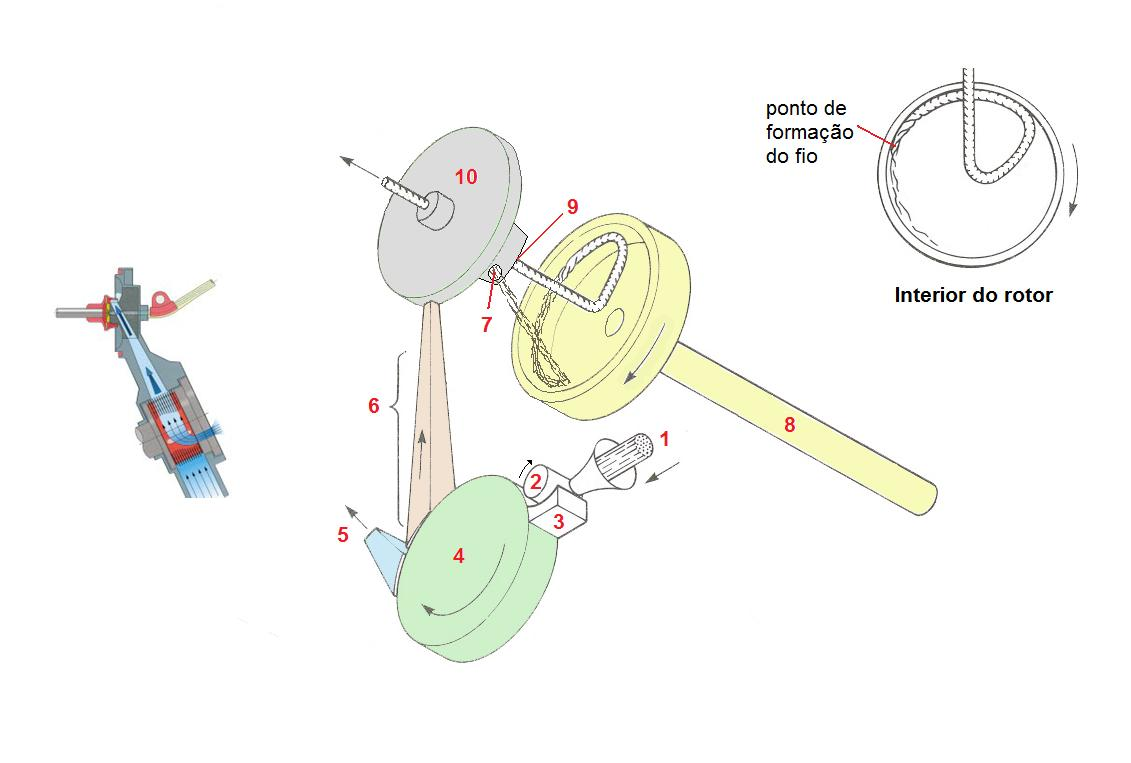
Schéma rotorové přádní jednotky

Tvorba příze ve spřádací jednotce je znázorněna na nákresu vpravo:
Posukovaný pramen (1) se přivádí podávacím ústrojím (2 a 3) k rozvolňovacímu válečku (4). Nežádoucí příměsi odcházejí kanálkem (5) do odpadu, rozvolněná vlákna (6) jsou vedena otvorem (7) do rotoru (8), na jehož obvodu se vytváří stužka (až 400x jemnější než předkládaný posukovaný pramen), která se navíjí na otevřený konec příze. Mezi sběrným povrchem a odtahovým otvorem (9) se příze vlivem rotace zakrucuje a odvádí přes otvor (10) k navíjecímu ústrojí.

## Výroba rotorové příze

### Surovina
Jako surovina se běžně používají přírodní a umělá vlákna s délkou 10-60 mm, z těch zejména
bavlna (včetně bavln. výčesků a odpadů), polyesterová, polyakrylonitrilová, polyamidová, viskózová vlákna a jejich směsi s bavlnou.

### Příprava ke předení (předpřádlo)
Postup výroby rotorové je shodný s postupem u prstencové příze z mykané bavlny od začátku až ke 2. pasáži protahovacích strojů. Zatímco rotorovým dopřádacím strojům se předkádá posukovaný pramen, je pro prstencové stroje nutné zhotovení přástu (na  následujících křídlových strojích).

### Rotorové dopřádací stroje

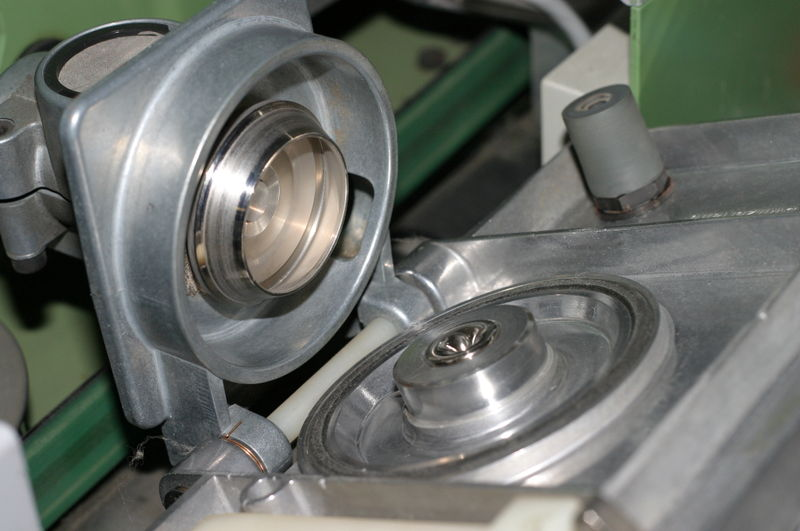
Rotorová přádní jednotka s odklopeným rotorem (vlevo). V dolní části je osa turbíny s odtahovým otvorem nálevkovitého tvaru, kterým se odvádí hotová příze.

Konstrukce stroje na principu přivádění posukovaného pramene z konví, spřádání technikou otevřeného konce niti a odvádění hotové příze na křížem vinuté cívce se od prototypu v 60. letech 20. století až do 3. dekády 21. století nezměnila. (Předloha pramene v konvích Ø 230 mm, rozteč přádních jednotek 120 mm, odvádění křížové vinutí na válcovou cívku 90 mm, spřádací jednotka původně bez čištění rotoru s výkonem do 30 000 obr./min.)
V dalších letech se však  brzy podstatně zvýšily výkonnostní parametry a zlepšila jakost vyráběné příze zejména změnami: Pravidelné (později automatické) čištění rotorů a konické cívky (s váhou 3 kg  hotové příze) umožnily úsporu soukání u velké části výrobků. Ještě v 70. letech přišly automaty na smekání hotových cívek, speciální stroje na jemné a efektní příze.
Asi od 90. let se začala instalovat elektronika na kontinuální kontrolu a čištění příze na jednotlivých přádních místech (při obrátkách rotoru nad 100 000/min), do roku 2010 bylo vybaveno tímto zařízením více než 1,5 milionů jednotek.Magnetická ložiska pro rotory umožňují zvýšení obrátek, které v roce 2019 dosáhly 180 000/min (cca sedminásobek nejrychlejších prstencových strojů) při navíjení příze rychlostí 250 m/min na cívky do váhy 6 kg.

## Vlastnosti a použití příze
Dostatečná pevnost (cca 90-100 N/tex) se dosáhne u rotorových přízí s minimálně 70-100 vlákny v průřezu (u prstencových s 5o-70). Přesto, že mají zpravidla vyšší zákrut, je jejich pevnost oproti prstencovým přízím o 10-20 % nižší, jsou však stejnoměrnější, objemnější, odolnější proti oděru.
Použití: Příze 25-200 tex na hrubší, keprové tkaniny, denim, nábytkové potahy, závěsy, příkrývky,  zátažné pleteniny obzvlášť na sportovní oděvy

## Historie bezvřetenového předení
Nejstarší patent na předení s otevřeným koncem obdržel Angličan Williams v roce 1807. První prakticky použitelný rotorový stroj byl československý KS 200 z roku 1965 (obrátky rotoru 23 000/min.) a jeho nástupce světoznámý BD 200 z roku 1967 (rotor 30 000 obr./min). Oba byly vyvinuty ve Výzkumném ústavu bavlnářském a licence na použití vynálezu byly prodány do západní Evropy a Japonska. Do roku 1971 už vyvinulo (většinou na bázi československé licence) celkem 15 strojíren dokonalejší stroje, především zlepšeným uložení rotoru (100 000 obr./min).
Ve 2. dekádě 21. století se ve světě vyrábí cca 30 % staplových přízí na rotorových strojích. V provozu bylo asi 8 milionů přádních jednotek, ze kterých bylo v  roce 2019 bylo nově instalováno 563 000.

### Vývoj bezvřetenového předení v Česku

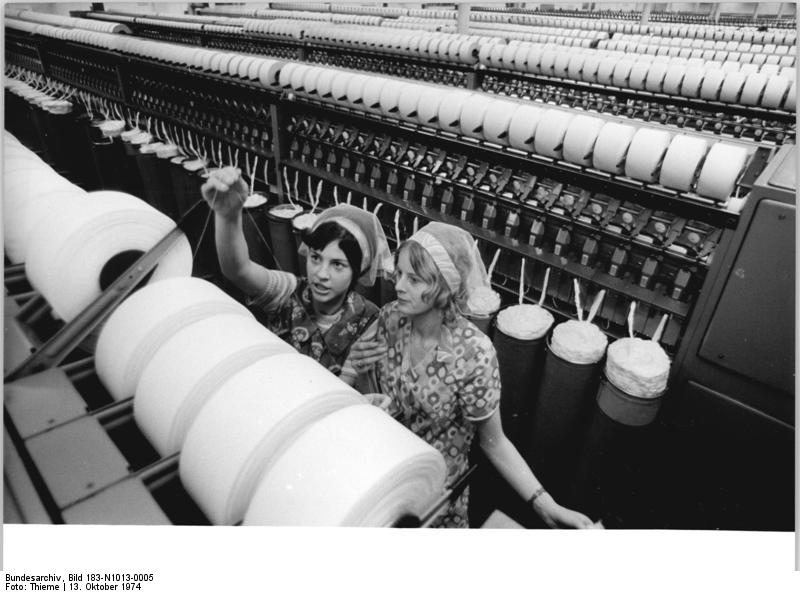
Československé stroje v NDR (jedna z prvních sérií BD 200) v roce 1974

Československá vláda vydala v letech 1959-1989 na výzkum a vývoj této techniky cca 0,5 miliardy Kčs, úspory z použití rotorových strojů v letech 1971–1980 v Československu dosáhly částky 360 milionů Kčs. V letech 1967–1987 byly prodány licence 8 západoevropským a asijským firmám s celkovým výnosem (v přepočtu na kurz koruny v roce 2018) 117 milionů €. (Po kontaktních čočkách to byl druhý největší komerční úspěch československých vynálezů).
V roce 1988 se vyráběly mimo jiné československé stroje s obrátkami rotoru 90000/min. s automatickým čištěním rotorů a smekáním hotových cívek.
V roce 1992 převzala českého výrobce bezvřetenových dopřádacích strojů švýcarská firma Rieter, která zaměstnává v  v Ústí nad Orlicí asi 500 lidí. V roce 2019 se zde např. vyráběl stroj R 70 s automatickou vysprávkou přetrhů příze a s individuálním pohonem rotorů vedených v magnetických ložiscích.